# 陳那
陳那（Dinnāga, Mahādinnāga，巴利文作 Dinna，藏語：ཕྱོགས་གླང་，威利转写：Phyogs-glang，又作陳那迦。生卒年不詳，約440年—約520年），意译為域龙、大域龍，又譯為童授或授童。被尊稱陳那菩薩，為印傳佛教教內的瑜伽行唯識派人士世親論師門徒，除了宣揚其師觀點之外，亦對因明學發展作出貢獻，創立了三支因明論，即新因明論。與其師世親、再傳弟子法稱共為二勝六莊嚴之一。
佛灭后一千一百年顷，陳那出生於南印度案达罗国，为婆罗门种姓。從小乘犢子部出家，因逻辑上的争论改學大乘，師事世親菩薩，其天資聰敏，能言善辯，曾擊敗很多外道論師，為瑜伽行唯識學派代表人物之一，對佛教邏輯學的發展作出重大貢獻，被看作新因明之祖。
在唯識學方面，陳那首創見分、相分、自證分「三分說」。在因明方面建樹頗多。

## 師承
- 世親

## 弟子
- 護法 (人名)

## 著作
主要著述有《集量論》、《掌中论》、《观所缘缘论》，這三本都有漢藏翻譯本。而存汉文译本缺藏譯本的有《因明正理門論》，此外还有《取因假设论》、《观总相论颂》、《佛母般若波罗蜜多圆集要义论》。
另外《因轮论》、《观三世论》、《普贤行愿义摄》、《入瑜伽》、《阿毗达磨（俱舍论）注紧要义灯》、《圣文殊瞿沙赞》是存藏文译本而缺漢译本的。

## 外部連結
- 陈那与新因明学说 （页面存档备份，存于）